# Benda (Karangampel)
Benda is een bestuurslaag in het regentschap Indramayu van de provincie West-Java, Indonesië. Benda telt 5813 inwoners (volkstelling 2010).